# Sherka
Sherka ou Shirka (ou Sirka[réf. souhaitée]) est un woreda du centre-est de l'Éthiopie situé dans la zone Arsi de la région Oromia. Il a 163 823 habitants en 2007. Son centre administratif est Gobesa. 
Limitrophe de la zone Bale au sud, le woreda est entouré dans la zone Arsi par les woredas Tena au nord, Robe à l'est, Enkelo Wabe et Limuna Bilbilo à l'ouest.
Le centre administratif, Gobesa,, Gobessa, ou  Gobeessa[réf. souhaitée], est dans le nord du woreda sur la route reliant Bekoji à Robe.
La seconde agglomération du woreda, Gadoguna, se trouve une quinzaine de kilomètres au sud de Gobesa à vol d'oiseau. Les cartes peuvent également l'appeler Gado Dona ou distinguer deux localités : Gado et Guna. C'est Gadoogunaa selon une autre transcription[réf. souhaitée].
Au recensement national de 2007, le woreda compte 163 823 habitants et 8 % de la population est urbaine. La majorité (54 %) des habitants du woreda sont musulmans, 45 % sont orthodoxes. Gobesa est la principale agglomération avec 11 164 habitants en 2007 tandis que Gadoguna a 1 330 habitants à la même date.
En 2022, la population du woreda est estimée à 237 480 personnes avec une densité de population de 204 personnes par km2 et 1 167 km2 de superficie.